# Fördämning

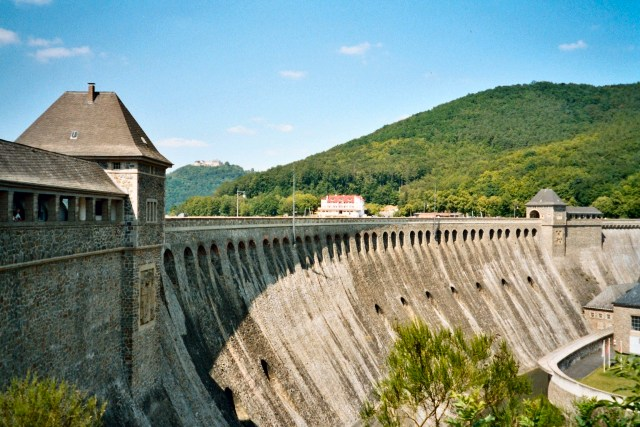
Ederdammen i Hessen i Tyskland, färdigställd 1914 efter en plan av Otto Intze.

Fördämning är ett strömningshinder för vatten, som helt eller delvis övertvärar ett vattendrag. Fördämningar kan vara naturliga och exempelvis ha orsakats av rasmassor, glaciärer eller inlandsis, timmerbrötar med mera. Fördämningar kan även vara anlagda och kallas då för dammar eller dammbyggnader om de byggts av människan och bäverdammar om de byggts av bävrar.

## Dämme
Ett dämme anläggs som regel för att minska närsalterna i ett vattendrag.
Genom att dämma upp ett vattendrag anläggs en eller flera dammar där växter och denitrifikationsbakterier kan verka. Växterna tar upp närsalter när de växer och denitrifikationsbakterierna kan vid syrebrist ta hand om syret i nitrat och därmed omvandla det till kvävgas, som försvinner upp i luften. Där gör kvävet inte någon skada.
Ett dämme bör helst skördas, det vill säga rensas på växtlighet med jämna mellanrum. I annat fall kommer mycket av de närsalter som bundits i växtligheten ut i vattnet igen, då växterna dör och bryts ner.